# Richie Hawtin
Richard Michael Hawtin (Banburry, Oxfordshire, Engeland, 4 juni 1970) is een Brits/Canadese producer van elektronische muziek en een internationaal dj. Hij was een invloedrijk deel van de tweede wave van Detroit-techno in het begin van de jaren 90. Hawtin is vooral bekend voor zijn minimalistisch werk onder het pseudoniem Plastikman. Hij is tevens een van de meest gewaardeerde dj's over de hele wereld. Samen met John Acquaviva stichtte hij het label Plus 8 in 1990. In 1998 stichtte hij het minimal label M-nus. Als dj was Hawtin revolutionair door niet alleen met platen, maar tegelijkertijd ook 303's, 909's en met de software "Final Scratch" te spelen. Tegenwoordig speelt hij voornamelijk met het softwarepakket "Ableton Live" in combinatie met "Traktor".

## Vroege jaren
Hawtin werd in Groot-Brittannië geboren, maar verhuisde in zijn jeugdjaren naar Canada naar LaSalle. Zijn vader ging er aan de slag bij General Motors in Detroit, dat aan de overkant van de rivier ligt. Eind jaren 80 kwam Richard voor het eerst in contact met Jeff Mills en kreeg hij een eigen radioshow op de radiozender Detroit 96,3 FM. Toen hij 17 was, ging hij ook in Detroit als dj in clubs draaien. In die wereld ontmoette hij mede-Canadees John Acquaviva. Samen richtten ze het label Plus 8 op en begonnen met het produceren van platen. Een van de eerste successen werd het project Cybersonik, dat ze samen met Daniel Bell produceerden. Met het nummer Technarchy (1990) kwamen ze onder de aandacht. Het nummer verkocht 20.000 keer. Hawtin besloot zijn studie te staken en zich vol op de muziek te richten. Solo had hij succes met het nummer Substance abuse (1991), dat onder de naam F.U.S.E. verscheen. Van F.U.S.E. werd het album Dimension intrusion (1993) gemaakt. Als F.U.S.E. werkte hij ook samen met de Britse act LFO aan het nummer Loop (1993).

## Doorbraak
De grote doorbraak voor Hawtin volgde met het nummer Spastik (1993), dat hij onder zijn alter ego Plastikman uitbracht. Het ratelende nummer werd populair onder dj's om de mogelijkheden die het nummer biedt om te mixen. Hij bracht ook het album Sheet one (1993) uit, waar Spastik overigens niet op staat. Hij leunde daarbij sterk op acid house. Vanaf dat moment was Plastikman zijn belangrijkste werknaam. Hij gaf veel dj-sets in de Verenigde Staten, maar deed dit zonder toestemming van de Amerikaanse overheid. In 1995 liep hij tegen de lamp en werd hij in New York aangehouden. Hij werd terug naar Canada gestuurd en mocht de VS niet meer in. Wat feitelijk betekende dat hij werkloos werd en bovendien ook verstoken werd van zijn vrienden, die overwegend in de VS woonden. Hij gebruikte de tijd dat hij noodgedwongen thuis zat om nieuwe platen te maken. Onder de naam Concept 1 bracht hij een reeks platen uit die allemaal uren als titels hebben. Iedere plaat heeft twee uren van een dag en de vierentwintig uren van een dag werden over twaalf platen verdeeld. Het thema werd gekozen uit protest tegen verveling die hem werd opgedrongen en de uren die zinloos doortikten. In 1998 werden de platen op cd uitgebracht. Eind 1996 kreeg hij een werkvisum in de Verenigde Staten en kon hij zijn dj-werkzaamheden weer oppakken. In de jaren negentig werkte Hawtin ook samen met de Duitse producer Pete Namlook aan het project From Within, waarvan drie albums verschenen.  
In 1998 verscheen het album Consumed. Het album stond vol met ingetogen ambient-soundscapes. Dat kreeg positieve aandacht in de media waaronder een goede recensie in het blad Rolling Stone. Tegelijkertijd bracht hij Artifakts (BC) uit met ouder materiaal (BC staat voor Before consumed). In 1999 bracht hij onder zijn eigen naam de ep Minus orange uit met snoeiharde kale techno. Zijn groeiende populariteit leverde hem een uitnodiging op van de Franse regering om te komen draaien op de millenniumnacht in Parijs.

## Minimal
In 2003 verhuisde Hawtin naar Berlijn (zie slogans zoals "Let's Be cool, Move to Berlin and buy T-shirts") om samenwerkingen aan te gaan met Ricardo Villalobos en Magda. Hij besloot een metamorfose te ondergaan. Zijn klinische uitstraling, met een kaalgeschoren hoofd en een bril, was hij beu en hij besloot een blonde kuif te laten groeien en lenzen te nemen. Zijn muziekstijl wijzigde hij naar minimal. Hiermee bracht hij het album Closer uit. In 2005 bracht hij het mixalbum DE9 | Transitions uit, dat een vernieuwende manier van mixen bracht. Iedere tracks is opgebouwd uit meerdere tracks. 
In 2006 werd Hawtin gevraagd mee te werken aan het openingsgala voor de Olympische Winterspelen 2006 in Turijn. Met choreograaf Enzo Cosimi maakte hij een voordracht onder de naam 9.20. Hier maakte ook de track "Substance Abuse" van zijn pseudoniem F.U.S.E. onderdeel van uit.
De jaren daarna concentreerde Hawtin zich vooral op zijn dj-carrière. Ook werden veel oude tracks opnieuw uitgebracht op verzamelalbums. In 2012 bracht hij het mixalbum New Horizons uit. Op het mixalbum staan tracks van nieuwe producers die hij op die wijze een podium wilde geven. In 2013 kondigde hij aan weer een nieuw Plastikman album op te gaan nemen. Dit werd het album Ex (2014), waarop hij een donkere elektronicatrip liet horen.

## Discografie

### 12 inches
Als Plastikman:
- Krakpot (1993)
- Spastik (1993)
- Plastique (1994)
- Spaz (1994)
- Sickness (1997)
- Hypokondriak/Afrika (1998)
- PK (1999)
- Disconnect (2003)
- I Don’t Know (2004)
- Nostalgik.1 (2004)
- Nostalgik.2 (2005)
- Nostalgik.3 (2007)
- Ex (2014)

Als Richie Hawtin:
- 005 (1997)
- 006 (1997)
- Orange (1998)
- Minus Orange (1999)
- Low Blow (2002)
- Hard Trax – Volume 3 (2003)
- The Tunnel/Twin Cities (2005)
- Krim_mel (2012)

Als Cybersonik:
- Technarchy (1990)
- Backlast (1991)
- Jackhammer/Machine Gun (1992)
- Trash (1992)

Als F.U.S.E.:
- Approach & Identifiy (1990)
- +8-Pro1 (1991)
- Substance Abuse (1991)
- Dimensions (1991)
- Train-Tracs (1993)
- Loop (1995)
- Hypnofreak/NT (2001)

Als Concept 1:
- Serie van twaalf: Concept 1 – 96:01 tot en met Concept 1 – 96:12 (1996)

Als Circuit Breaker:
- Experiments In Sound (1991)
- Probe Mission 1 (1992)
- Trac-K (1992)
- Trac-X (1992)
- The End (1996)

Als Robotman:
- Never (1992)
- Do Da Doo (1993)

### Albums
- F.U.S.E. – Dimension Intrusion (1993)
- Plastikman – Sheet One (1993)
- Plastikman – Musik (1994)
- Plastikman – Artifakts (1998)
- Plastikman – Consumed (1998)
- Concept 1 – Concept 1 – 96: CD (1998)
- Plastikman – Closer (2003)
- Plastikman - Ex (2014)

### Mixalbums
- X-Mix 3 – Enter: Digital Reality (1994) (gedeeld met Jon Acquaviva)
- Mixmag Live! Volume 20 (1995)
- Decks, EFX & 909 (1999)
- DE9 | Closer To The Edit (2001)
- The Sound Of The Third Season (2002) (samen met Sven Väth)
- DE9| Transitions
- Richie Hawtin: DE9 | Lite - Electronic Adventures (2006)